# Partido Liberal de Gibraltar
El Partido Liberal de Gibraltar (en inglés: Gibraltar Liberal Party, GLP), anteriormente Partido Nacional de Gibraltar, es un partido político del Territorio Británico de Ultramar de Gibraltar fundado en 1991. De ideología liberal, es miembro de la Internacional Liberal.
Desde 2003, el GSLP forma una coalición electoral con el Partido Socialista Laborista de Gibraltar, y es el partido menor de la coalición que actualmente gobierna Gibraltar. Su actual líder, Joseph Garcia, es el viceministro principal de Gibraltar. En las elecciones de 2011 logró tres diputados en el Parlamento de Gibraltar, uno más que en 2007.
Junto con el GSLP forman el polo soberanista de Gibraltar, conjunto de fuerzas políticas que no consideran suficiente el autogobierno que les concede la Constitución vigente y afirman que la descolonización de Gibraltar sólo se conseguirá dando el pleno autogobierno a los gibraltareños. El Partido Liberal de Gibraltar aboga por el derecho de autodeterminación de los gibraltareños, posibilitando la independencia del Peñón si así lo desean sus habitantes, convirtiéndose en un reino miembro de la Mancomunidad de Naciones.

## Resultados electorales
| Elecciones | Votos       | % de votos | Escaños | Gobierno           |
| ---------- | ----------- | ---------- | ------- | ------------------ |
| 1992       | 4 209 (#3)  | 4,66 %     | 0/15    | Extraparlamentario |
| 1996       | 5 932 (#3)  | 4,68 %     | 0/15    | Extraparlamentario |
| 2000       | 17 286 (#3) | 14,95 %    | 2/15    | Oposición          |
| 2003       | 16 538 (#3) | 14,61 %    | 2/15    | Oposición          |
| 2007       | 21 120 (#3) | 13,65 %    | 3/17    | Oposición          |
| 2011       | 25 590 (#3) | 14,64 %    | 3/17    | Coalición          |
| 2015       | 30 399 (#3) | 20,61 %    | 3/17    | Coalición          |
| 2019       | 24 546 (#4) | 15,50 %    | 3/17    | Coalición          |
| 2023       | 26 241 (#3) | 14,60 %    | 2/17    | Coalición          |